# 美洲苦草
美洲苦草（学名：Vallisneria americana）为水鱉科苦草屬下的一个种。

## 扩展阅读
- 維基物種上的相關：美洲苦草